# Белен (Алагоас)
Белен (порт. Belém) — муниципалитет в Бразилии, входит в штат Алагоас. Составная часть мезорегиона Сельскохозяйственный район штата Алагоас. Входит в экономико-статистический микрорегион Палмейра-дуз-Индиус. Население составляет 5919 человек. Занимает площадь 48,45 км².
Праздник города — 24 августа.

## История
Город основан 24 августа 1962 года.

## Статистика
- Валовой внутренний продукт на душу населения составляет 53,00 реалов (данные: Бразильский институт географии и статистики).

## География
Климат местности: сухой жаркий.